# Лесков, Николай Феофилактович
Никола́й Феофила́ктович Леско́в (29 октября 1871 года, с. Святозеро, Олонецкая губерния — 5 ноября 1915 года, г. Петрозаводск, Олонецкая губерния) — русский педагог, краевед и этнограф, писатель.

## Биография
Родился в семье псаломщика, карел. 
Окончил Олонецкую духовную семинарию и Санкт-Петербургскую духовную академию со степенью кандидат богословия в 1896 году.
В период учёбы в Санкт-Петербургской духовной академии, по заданию Русского географического общества,
совершил ряд фольклорных экспедиций по Олонецкой губернии.
С 1887 года преподавал в Каргопольском духовном училище.
В1893 году был награждён серебряной медалью Русского географического общества «За полезные труды».
С 1908 года — преподаватель арифметики, географии и природоведения в Олонецкой духовной семинарии.
Н. Ф. Лесков получил известность как писатель, автор рассказов о жизни карельской деревни. Печатался под псевдонимом «Н. Лесков —Карельский».

## Семья
- сын Александр Николаевич Лесков (род. 8 октября 1899 года) — советский государственный деятель, арестован по ложному обвинению и расстрелян 7 ноября 1937 года.

## Сочинения
- Лесков Н. Ф. Доклад о поездке в Олонецкую губернию летом 1892 г. // Живая старина. 1892. Вып. 3. Отд. 5
- Лесков Н. Ф. О влиянии карельского языка на русский в пределах Олонецкой губернии // Живая старина. 1892. Вып. 2
- Лесков Н. Ф. Отчёт о поездке к олонецким карелам летом 1893 г. // Живая старина. Вып. 1
- Лесков Н. Ф. Две репины. (Страничка из путешествия по нашему северу) // Исторический вестник. 1893. Т. 52. С. 690—699.
- Лесков Н. Ф. Карельская песня // Живая старина. 1894. Вып. 3-4. Отд. 2. С. 499—511.
- Лесков Н. Ф. «Умер натуральной смертью…» // Исторический вестник. 1894. Т. 55. С. 630—642.
- Лесков Н. Ф. Поездка в Корелу // Живая старина. 1895. Вып. 3-4. отд. 1. С. 279—297.